# Stadtbahnstation Chaplin
Chaplin ist eine im Bau befindliche unterirdische Stadtbahnstation in Toronto. Sie entsteht als Teil der Eglinton-Linie, die zum Netz der Toronto Subway gehören wird. Die Station befindet sich im Stadtteil Forest Hill, unter der Kreuzung von Eglinton Avenue West und Chaplin Crescent. Ihre Eröffnung ist für das Jahr 2023 geplant.
Die vom Architekturbüro AECOM entworfene Station wird über drei Eingänge verfügen. Der barrierefreie Haupteingang wird sich an der Kreuzung von Eglinton Avenue und Gilgorm Road befinden, wobei er einen zuvor dort stehenden Lebensmittelladen ersetzen wird. Nebeneingänge werden sich einerseits an der Südseite der Kreuzung zwischen Chaplin Crescent und dem Kay Gardner Beltline Park befinden, andererseits etwa auf halbem Weg zwischen Chaplin Crescent und Russel Hill Road. Alle drei werden eine Verbindung zur Verteilerebene herstellen, von wo aus der Mittelbahnsteig auf der zweiten Ebene erreicht werden kann. Vorgesehen ist eine Umsteigemöglichkeit zu einer Buslinie der Toronto Transit Commission. Um den dritten Eingang errichten zu können, war es notwendig, die im Jahr 1932 errichtete Feuerwache 135 der Toronto Fire Services zu schließen und dessen östliche Hälfte abzureißen. Hingegen bleibt die westliche Hälfte dieses denkmalgeschützten Gebäudes erhalten.
Im Juni 2013 begannen die Tunnelbohrarbeiten an der Eglinton-Linie und die Station hätte ursprünglich im September 2021 in Betrieb genommen werden sollen. Aufgrund verschiedener unvorhergesehener Probleme während der Arbeiten erklärte die staatliche Verkehrsplanungsgesellschaft Metrolinx im Februar 2020, dass sie erst im Verlaufe des Jahres 2022 eröffnet werden wird. Im Dezember 2021 rechnete Metrolinx jedoch damit, dass die Strecke möglicherweise erst zu Beginn des Jahres 2023 in Betrieb gehen könnte.